# Al-Bab
Al-Bab (arabă الباب (AL-LC): al-Bāb ) este un oraș "de-jure", aparținând administrativ de guvernoratul Alep a Republicii Arabe Siriene. În decembrie 2016, orașul a intrat sub controlul milițiilor pro-turce, ca parte a ocupației turcești a Siriei de Nord și a zonei de influență turcești. Al-Bab se află la 30 de kilometri în nord-est de Alep, la sud cu granița turcă și are o suprafață de 30 de km2. Al-Bab are o altitudine de  471 metri. Potrivit Biroului Central de Statistică (CBS), acesta a avut o populație de 63.069 de locuitori în 2004.